# Катроне, Анджела
Анджела Катроне (англ. Angela Cutrone; 19 января 1969 года в  Монреале, провинция Квебек) — канадская конькобежка, специализирующаяся в шорт-треке. Олимпийская чемпионка 1992 года в эстафете, участвовала в Олимпийских играх 1994. 6-ти кратная чемпионка мира.

## Биография
Анджела Катроне в 1987 году выиграла на зимних Канадских играх в эстафете. Но только через 4 года смогла выиграть первые медали на международном уровне. В 1991 году на чемпионате мира в Сиднее выиграла золотую медаль в эстафете вместе с Натали Ламбер, Сильви Дэгль, Иден Донателли и Энни Перро, а через неделю выиграли этим составом и командный чемпионат мира в Сеуле. В следующем году Анджела участвовала на Олимпийских играх в Альбервилле и в составе Сильви Дэгль, Натали Ламбер, Иден Донателли и Энни Перро завоевали золото эстафеты.
Позже в американском Денвере вновь выиграли золото эстафеты на чемпионате мира. Анджела и в 1993 году в Пекине и в 1994 в Гилфорде выиграла эстафеты мировых первенств и бронзу на дистанции 500 метров. Ещё одно золото она выиграла на чемпионате мира среди команд в Кеймбридже. На Олимпиаде в Лиллехаммере Катроне была в качестве запасной, так и не выступила в эстафете и осталась без медали. В 1995 году она закончила карьеру спортсменки.